# Onconventionele olie
Onconventionele olie is de voorraad van een fossiele brandstof (teerzand, leisteenolie, gashydraat) die wat betreft vorm, zekerheid en economische technische winbaarheid sterk afwijkt van de gangbare fossiele energiebronnen. Een voorbeeld hiervan is schaliegas, het boren hiernaar gebeurde altijd maar weinig omdat het erg kostbaar is. Nadat de vraag naar fossiele brandstof enorm steeg werd het echter in sommige gevallen toch rendabel.